# Wereldkampioenschappen kunstschaatsen junioren
De Wereldkampioenschappen kunstschaatsen voor junioren zijn samen een jaarlijks terugkerend evenement dat georganiseerd wordt door de Internationale Schaatsunie.
Dit evenement is een van de vier evenementen die de ISU jaarlijks organiseert. De andere kampioenschappen zijn de seniorenkampioenschappen WK kunstschaatsen, EK kunstschaatsen en het Viercontinentenkampioenschap (voor Afrika, Amerika, Azië en Oceanië).
Wereldtitels en medailles zijn er te verdienen in de categorieën: jongens individueel, meisjes individueel, paarrijden en ijsdansen.

## Historie
Het eerste Wereldkampioenschappen kunstschaatsen junioren vond plaats in 1976 in Megève, Frankrijk onder de officiële naam ISU Junior Skating Championship. Ook in 1977 werd het toernooi onder deze naam in Megève gehouden. Pas in 1978, ook weer in Megève, zou de officiële naam worden gewijzigd in World Junior Figure Skating Championship.

## Deelname
Om deel te kunnen nemen moet de deelnemer/deelneemster op 1 juli van het jaar voorafgaand aan het kampioenschap minimaal dertien jaar oud zijn en maximaal achttien, uitzondering hierop zijn de mannelijke deelnemers bij het paarrijden en het ijsdansen, dezen mogen op 1 juli maximaal 21 jaar oud zijn.
Elk land dat bij de ISU is aangesloten mag een startplaats invullen per categorie. Voor de vrije kür kwalificeren alleen de beste vierentwintig bij de jongens en meisjes, de beste zestien bij de paren en de beste twintig paren bij het ijsdansen zich na de korte kür.
In 2011 werd een nieuwe formule voor plaatsing geïntroduceerd. De landen die het voorgaande jaar een plaats had of meerdere plaatsen hadden bij de eerste 18 (solo), eerste 12 (paren) en eerste 15 (ijsdansen) kregen evenzoveel startplaatsen voor de korte kür in het actuele jaar (mits ook het aantal startplaatsen weer verdiend te hebben). De overige deelnemers moeten zich via de kwalificatie, die middels een vrije kür werd geschaatst, proberen te plaatsen voor de korte kür. Ook in 2012 werd deze formule gehanteerd. Vanaf 2013 werd de oude methode (korte kür + top 24/16/20 naar vrije kür) weer gehanteerd.
Het aantal extra startplaatsen per land wordt als volgt gerealiseerd. Wanneer een land in het voorgaande jaar een startplaats innam en bij de top tien eindigde mocht het land het jaar erop twee startplaatsen invullen, eindigde een deelnemer bij de top twee dan mocht het drie startplaatsen invullen. Wanneer een land in het voorgaande jaar twee startplaatsen innam en de optelsom van beide klasseringen dertien of lager was dan mocht het land het jaar erop drie startplaatsen invullen, was de optelsom van beide klasseringen 28 of lager is dan mocht het land het jaar erop weer twee startplaatsen invullen, was de optelsom van beide klasseringen hoger dan 28 dan mocht het land het jaar erop maar een startplaats invullen. Bij drie startplaatsen gold de optelsom van de twee hoogst geklasseerde deelnemers.
Tot 2010 werd bij het ijsdansen drie küren geschaatst, hiervan kwalificeerden de beste dertig in de verplichte kür zich voor de originele kür, hierna vielen weer tien koppels af, zodat er twintig koppels de vrije kür meededen.

## Medaillespiegel
De medaillespiegel betreft de medailleoogst over alle vier de categorieën (jongens individueel, meisjes individueel, paarrijden en ijsdansen).
De Belg Kevin Van der Perren stond een keer op het erepodium van het WK kunstschaatsen voor junioren. In 2002 werd hij tweede.
| #      | Land                           | Totaal | Totaal | Totaal | Totaal |
| #      | Land                           | Goud   | Zilver | Brons  | Totaal |
| ------ | ------------------------------ | ------ | ------ | ------ | ------ |
| 1      | Rusland                        | 47     | 40     | 44     | 0131   |
| 2      | Verenigde Staten               | 44     | 36     | 40     | 0120   |
| 3      | Sovjet-Unie                    | 37     | 30     | 17     | 0084   |
| 4      | Japan                          | 12     | 12     | 12     | 0036   |
| 5      | Canada                         | 10     | 15     | 14     | 0039   |
| 6      | China                          | 08     | 04     | 09     | 0021   |
| 7      | Duitse Democratische Republiek | 04     | 04     | 06     | 0014   |
| 8      | Oekraïne                       | 04     | 02     | 04     | 0010   |
| 9      | Frankrijk                      | 02     | 10     | 13     | 0025   |
| 10     | Verenigd Koninkrijk            | 02     | 03     | 01     | 0006   |
| 11     | (West-)Duitsland               | 01     | 06     | 02     | 0009   |
| 12     | Polen                          | 01     | 01     | 02     | 0004   |
| 13     | Zuid-Korea                     | 01     | 01     |        | 0002   |
| 14     | Australië                      | 01     |        |        | 0001   |
| "      | Israël                         | 01     |        |        | 0001   |
| "      | Tsjechië                       | 01     |        |        | 0001   |
| 17     | Hongarije                      |        | 04     | 01     | 0005   |
| 18     | Italië                         |        | 02     | 03     | 0005   |
| 19     | Oostenrijk                     |        | 01     | 01     | 0002   |
| 20     | België                         |        | 01     |        | 0001   |
| "      | Estland                        |        | 01     |        | 0001   |
| "      | Tsjecho-Slowakije              |        | 01     |        | 0001   |
| "      | Zuid-Afrika                    |        | 01     |        | 0001   |
| "      | Tsjechië                       |        | 01     |        | 0001   |
| 25     | Zwitserland                    |        |        | 03     | 0003   |
| 26     | Australië                      |        |        | 01     | 0001   |
| "      | Finland                        |        |        | 01     | 0001   |
| "      | Zweden                         |        |        | 01     | 0001   |
| Totaal | Totaal                         | 176    | 176    | 175 *  | 527    |

* In 1977 werd bij de paren geen bronzen medaille uitgereikt.

## Toekomstige toernooien
2020
In 2020 is Tallinn na 2015 voor de tweede maal de gaststad van deze kampioenschappen die dan ook voor de tweede keer in Estland plaatsvinden.
Extra deelnemers
De volgende landen hebben extra startplaatsen verdiend voor het WK van 2020, gebaseerd op resultaten op het WK van 2019:
| Startplaatsen | Mannen                                | Vrouwen                  | Paren                                  | IJsdansen                       |
| ------------- | ------------------------------------- | ------------------------ | -------------------------------------- | ------------------------------- |
| 3             | Rusland Verenigde Staten              | Rusland Verenigde Staten | Rusland Verenigde Staten               | Canada Rusland Verenigde Staten |
| 2             | Canada Frankrijk Georgië Italië Japan | Canada Japan Zuid-Korea  | Canada China Israël Frankrijk Oekraïne | Frankrijk Georgië               |

## Belgische deelnemers
Deze onderstaande lijst is mogelijk incompleet! 
 kw = alleen kwalificatie, kk = alleen korte kür, tzt = trok zich terug 

### Jongens
| Deelnemer              | Aantal deelnames | Jaar van deelname (klassering) |
| ---------------------- | ---------------- | ------------------------------ |
| Francis Demarteau      | 1                | 1976 (15)                      |
| Marc Franquet          | 1                | 1976 (19)                      |
| Eric Krol              | 2                | 1978 (15), 1979 (18)           |
| Alexandre Geers        | 1                | 1987 (20)                      |
| Luc Cattoir            | 1                | 1990 (18)                      |
| Matthew Van den Broeck | 2                | 1997 (kw), 1998 (kk)           |
| Kevin Van der Perren   | 3                | 2000 (26), 2001 (16), 2002 ()  |
| Wim Hermans            | 1                | 2004 (37)                      |
| Ruben Blommaert        | 2                | 2008 (38), 2009 (28)           |
| Jorik Hendrickx        | 2                | 2010 (15), 2011 (13)           |

### Meisjes
| Deelnemer              | Aantal deelnames | Jaar van deelname (klassering)             |
| ---------------------- | ---------------- | ------------------------------------------ |
| Genevieve Schoumaker   | 2                | 1976 (11), 1977 (16)                       |
| Patricia Vangenechten  | 3                | 1978 (21), 1980 (15), 1981 (20)            |
| Lisbeth Berckmans      | 1                | 1979 (16)                                  |
| Katrien Pauwels        | 1                | 1982 (12)                                  |
| Judith De Bie          | 1                | 1983 (13)                                  |
| Carine Herreijgers     | 2                | 1985 (21), 1986 (26)                       |
| Sandy Suy              | 1                | 1987 (17)                                  |
| Isabelle Balhan        | 3                | 1989 (20), 1990 (kk), 1991 (kk)            |
| Alice Sue Claeys       | 2                | 1992 (4), 1993(5)                          |
| Patricia Ferriot       | 1                | 1997 (kk)                                  |
| Ellen Mareels          | 2                | 1998 (kw), 1999 (28)                       |
| Sara Falotico          | 4                | 2000 (22), 2001 (27), 2002 (21), 2003 (21) |
| Kirsten Verbist        | 2                | 2004 (34), 2006 (31)                       |
| Barbara Klerk          | 2                | 2007 (40), 2008 (34)                       |
| Laurie Lougsami        | 1                | 2009 (49)                                  |
| Ira Vannut             | 2                | 2010 (22), 2011 (10)                       |
| Eline Anthonissen      | 1                | 2012 (kw, 20)                              |
| Anais Claes            | 1                | 2012 (31)                                  |
| Charlotte Vandersarren | 1                | 2016 (44)                                  |

### Paren
| Deelnemer                               | Aantal deelnames | Jaar van deelname (klassering) |
| --------------------------------------- | ---------------- | ------------------------------ |
| Adelheid De Roovere Koenraad De Roovere | 1                | 1982 (15)                      |

### IJsdansen
| Deelnemer                         | Aantal deelnames | Jaar van deelname (klassering) |
| --------------------------------- | ---------------- | ------------------------------ |
| Natascha Devisch JanTack          | 2                | 1979 (21), 1980 (17)           |
| Barbara De Roose Andy Scherpereel | 1                | 1989 (kk)                      |
| Laura Abts Maarten Buckens        | 1                | 2013 (33)                      |

## Nederlandse deelnemers
Deze onderstaande lijst is mogelijk incompleet! 
 kw = alleen kwalificatie, kk = alleen korte kür, tzt = trok zich terug 

### Jongens
| Deelnemer        | Aantal deelnames | Jaar van deelname (klassering)                 |
| ---------------- | ---------------- | ---------------------------------------------- |
| Alcuin Schulten  | 3                | 1987 (16), 1988 (14), 1989 (17)                |
| Maurice Lim      | 2                | 1998 (kk), 2000 (31)                           |
| Ruben Reus       | 1                | 2004 (25)                                      |
| Boyito Mulder    | 4                | 2008 (45), 2009 (39), 2010 (45), 2011 (kw, 15) |
| Florian Gostelie | 1                | 2012 (kw, 17)                                  |
| Thomas Kennes    | 1                | 2014 (32)                                      |

### Meisjes
| Deelnemer             | Aantal deelnames | Jaar van deelname (klassering)  |
| --------------------- | ---------------- | ------------------------------- |
| Herma van Horst       | 3                | 1976 (14), 1978 (16), 1979 (18) |
| Rudina Pasveer        | 2                | 1977 (9), 1978 (9)              |
| Lia Scha Wang         | 3                | 1980 (16), 1981 (14), 1983 (13) |
| Daniella Roymans      | 2                | 1988 (18), 1989 (kk)            |
| Manon Krijgsman       | 1                | 1990 (19)                       |
| Monique van de Velden | 1                | 1991 (kk)                       |
| Sharon van Veghel     | 2                | 1995 (12), 1996 (8)             |
| Selma Duyn            | 2                | 1997 (kk), 1999 (26)            |
| Jessica Lim           | 1                | 1998 (kk)                       |
| Karen Venhuizen       | 1                | 2000 (29)                       |
| Martine Zuiderwijk    | 2                | 2001 (18), 2002 (35)            |
| Joelle Bastiaans      | 1                | 2003 (31)                       |
| Kyra Vancrayelynghe   | 1                | 2004 (25)                       |
| Sharon Ressler        | 2                | 2005 (kw), 2006 (kw)            |
| Eva Lim               | 1                | 2007 (48)                       |
| Manouk Gijsman        | 2                | 2008 (45), 2009 (28), 2010 (23) |
| Joyce den Hollander   | 1                | 2011 (kw, 20)                   |
| Kim Bell              | 2                | 2012 (kw, 24), 2013 (45)        |
| Niki Wories           | 1                | 2015 (23)                       |
| Kyarha van Tiel       | 2                | 2016 (18), 2018 (24)            |
| Caya Scheepens        | 1                | 2019 (36)                       |
| Lindsay van Zundert   | 1                | 2020 (29)                       |

### Paren
| Deelnemer                        | Aantal deelnames | Jaar van deelname (klassering)  |
| -------------------------------- | ---------------- | ------------------------------- |
| Marylie Jorg Benjamin Koendering | 1                | 2009 (18)                       |
| Rachel Epstein Dmitry Epstein    | 3                | 2011 (17), 2012 (17), 2013 (16) |

### IJsdansen
| Deelnemer                | Aantal deelnames | Jaar van deelname (klassering) |
| ------------------------ | ---------------- | ------------------------------ |
| Kim Rolloos Edwin Visser | 1                | 1998 (22)                      |

Medaillewinnaars

Jongens · 
Meisjes · 
Paren · 
IJsdansen

 Toernooi

1976 · 
1977 · 
1978 · 
1979 · 
1980 · 
1981 · 
1982 · 
1983 · 
1984 · 
1985 · 
1986 · 
1987 · 
1988 · 
1989 · 
1990 · 
1991 · 
1992 · 
1993 · 
1994 · 
1995 · 
1996 · 
1997 · 
1998 · 
1999 · 
2000 · 
2001 · 
2002 · 
2003 · 
2004 · 
2005 · 
2006 · 
2007 · 
2008 · 
2009 · 
2010 ·
2011 ·
2012 ·
2013 ·
2014 ·
2015 ·
2016 ·
2017 ·
2018 ·
2019 · 
2020

 ISU-kampioenschappen

WK kunstschaatsen · 
EK kunstschaatsen · 
Viercontinentenkampioenschap · 
Olympische Spelen